# Bobadilla
Bobadilla tỉnh và cộng đồng tự trị La Rioja, phía bắc Tây Ban Nha. Đô thị này có diện tích là 4,66 ki-lô-mét vuông, dân số năm 2009 là 128 người với mật độ 27,47 người/km². Đô thị này có cự ly 37 km so với Logroño.